# Jan de Beer
Jan de Beer (* um 1490 in Amsterdam; † 1542 ebenda) war ein niederländischer Maler.
Jan der Beer zählt zu den Antwerpener Manieristen und war Mitglied der Antwerpener Gilde des Heiligen Lukas. Beers Werke sind überwiegend religiöse Darstellungen. Zu seinen bedeutendsten Werken zählen die Anbetung, die Geburt Christi, die Verkündigung Mariä sowie die Geburt Mariä.

## Werke (Auswahl)

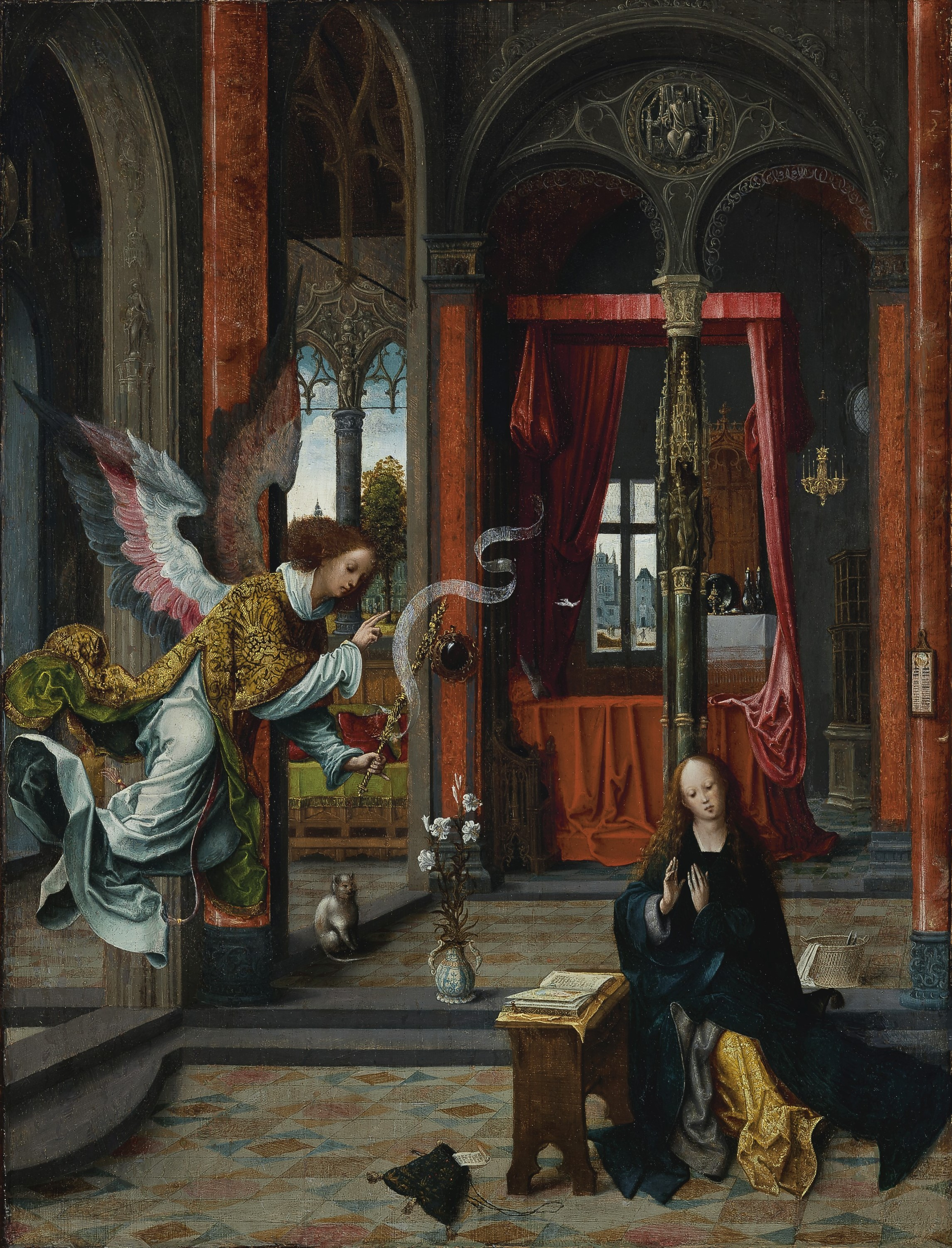
Verkündigung Mariä
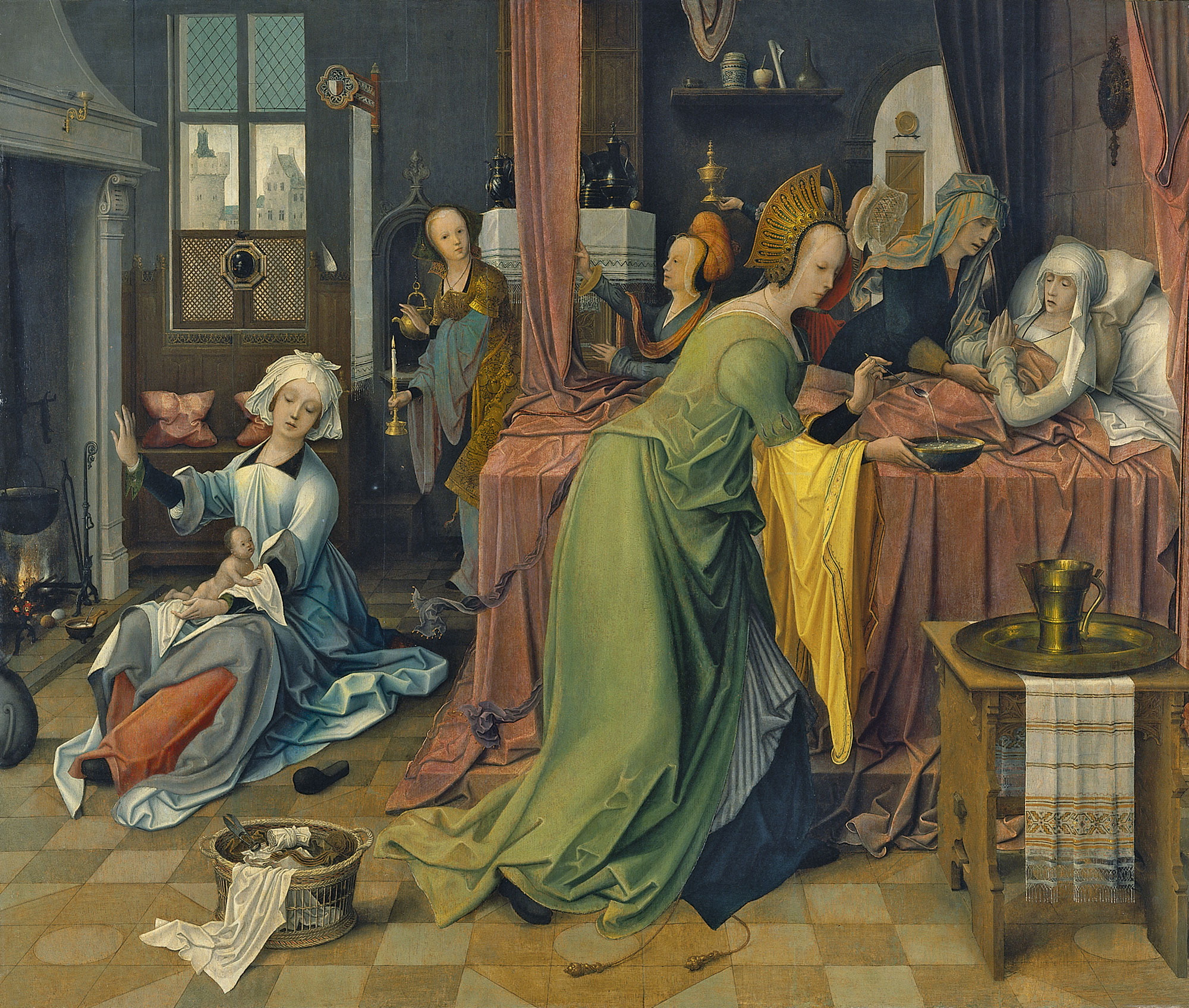
Geburt Mariä
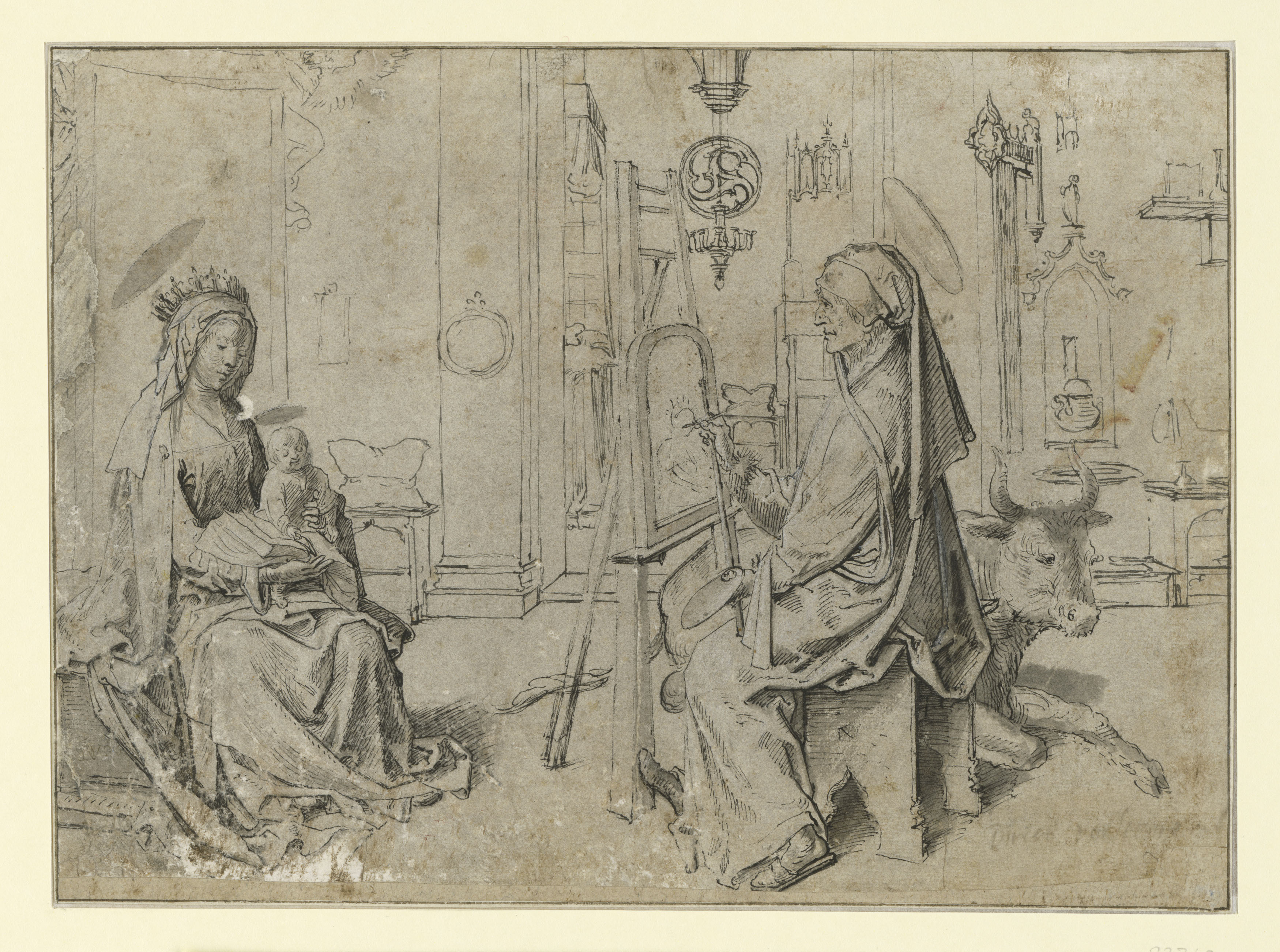
Lukas malt Maria
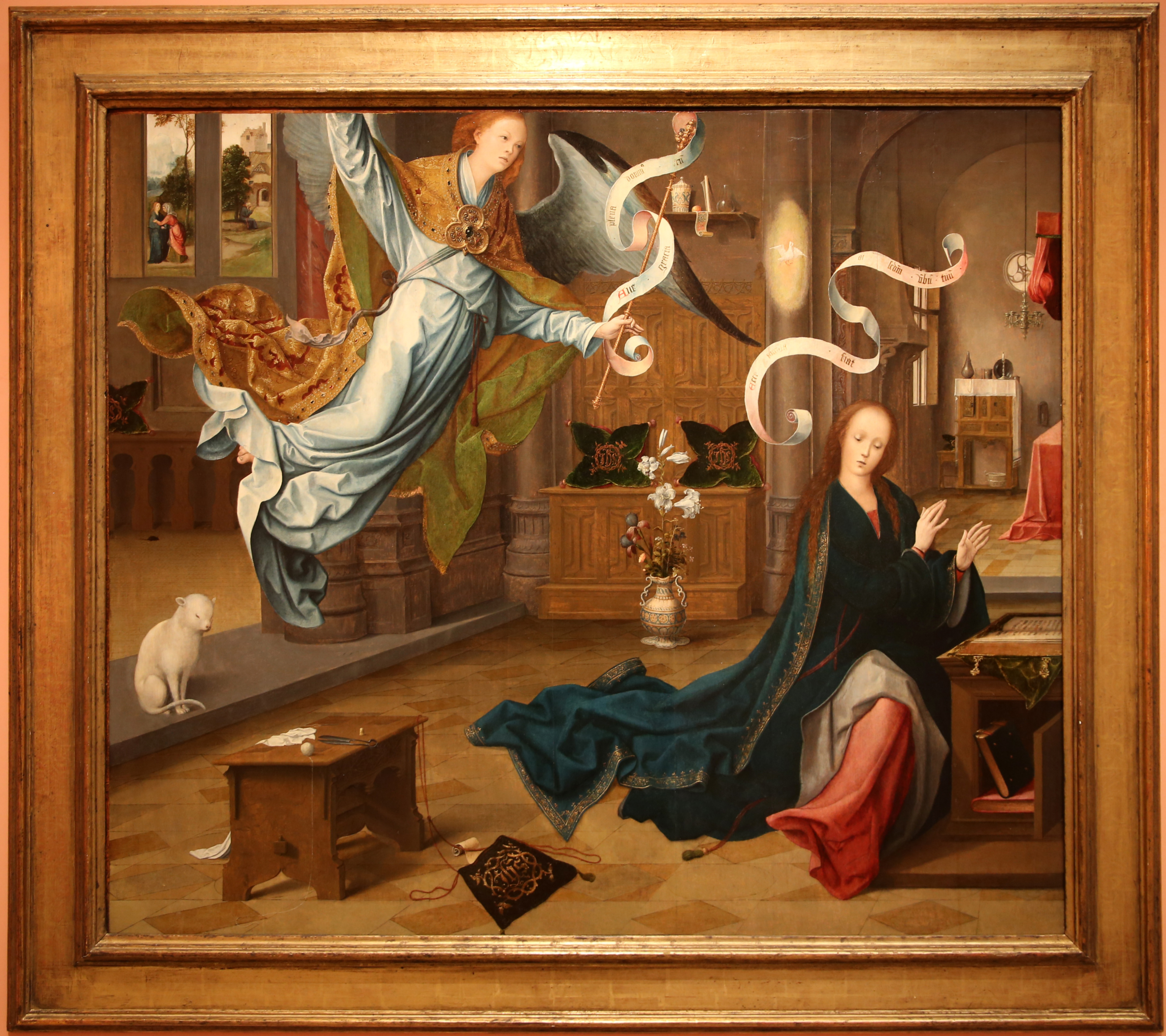
Verkündigung Mariä

Seine Werke sind unter anderem im Museo Thyssen-Bornemisza in Madrid ausgestellt.